# Layer de la Haye
Layer de la Haye är en by och en civil parish i Colchester i Essex i England. Orten har 1 868 invånare (2001). Den har en kyrka.